# Karl Kunst (Altphilologe)
Karl Kunst (* 30. Juni 1895 in Wien; † 26. Februar 1926 ebenda) war ein österreichischer Klassischer Philologe.

## Leben
Karl Kunst, der Sohn des gleichnamigen Wiener Gymnasiallehrers und Altphilologen Karl Kunst (1861–1945), studierte ab 1913 Klassische Philologie an der Universität Wien (bei Hans von Arnim, Edmund Hauler und Ludwig Radermacher). 1917 legte er die Lehramtsprüfung in den Fächern Latein und Griechisch ab. Da er alle Prüfungen mit Auszeichnung bestanden hatte, fand seine Promotion zum Dr. phil. im folgenden Jahr (1918) sub auspiciis imperatoris statt.
Von 1917 bis 1918 arbeitete Kunst als Supplent (Hilfslehrer) an verschiedenen Wiener Gymnasien. Im Wintersemester 1918/1919 vertiefte er seine Studien an der Universität Berlin, wo er Vorlesungen bei Ulrich von Wilamowitz-Moellendorff, Hermann Diels, Eduard Norden und Wilhelm Schubart hörte. Nach seiner Rückkehr unterrichtete er weiter an Wiener Gymnasien und wurde zum Gymnasialprofessor ernannt. Daneben betrieb er seine akademische Qualifikation: 1920 habilitierte er sich an der Universität Wien für Klassische Philologie. Ab dem Wintersemester 1921/1922 leitete er an der Universität den Griechischkurs für Absolventen des Realgymnasiums, später auch den Lateinkurs. 1924 wurde er zum außerordentlichen Professor ernannt und mit der Leitung des deutsch-griechischen Proseminars betraut. Er starb nach kurzer, schwerer Krankheit am 26. Februar 1926 im Alter von 30 Jahren.

## Schriften (Auswahl)
- De S. Hieronymi studiis Ciceronianis. In: Dissertationes philologae Vindobonenses. Band 12 (1918), S. 109–210
- Studien zur griechisch-römischen Komödie mit besonderer Berücksichtigung der Schluß-Szenen und ihrer Motive. Wien/Leipzig 1919
- Die Frauengestalten im attischen Drama. Wien/Leipzig 1922
- Rhetorische Papyri: Im Auftrage der Berliner Papyruskommission. Berlin 1923 (Berliner Klassikertexte 7)
- mit Ernst Kalinka: Kurzgefaßte griechische Sprachlehre mit Übungsstücken. Wien 1925